# Вьючное животное

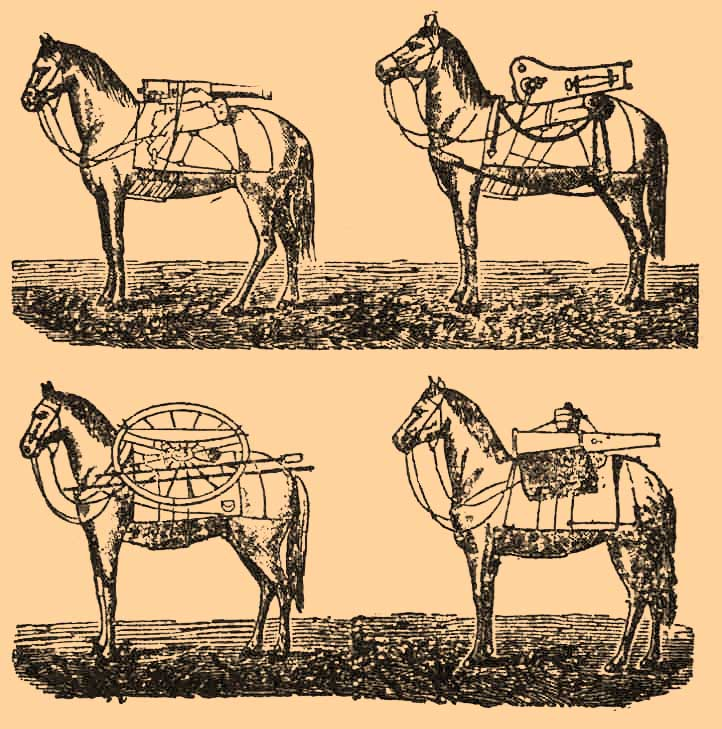
Транспортировка горного орудия вьючными лошадьми (из словаря Брокгауза и Евфрона).

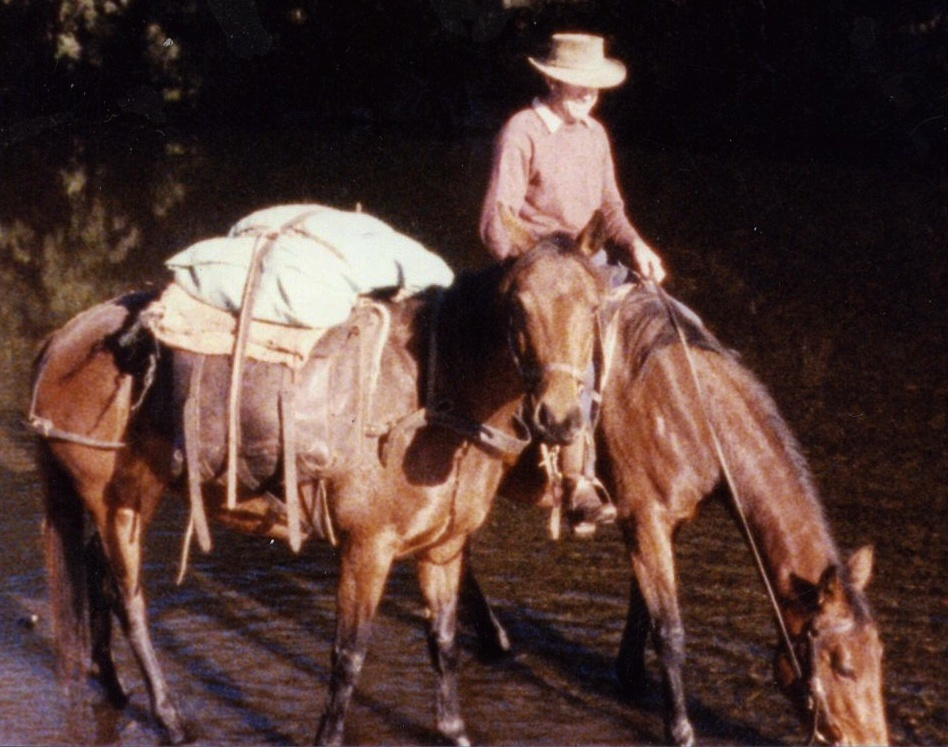
Вьючная лошадь с традиционным австралийским вьючным седлом

Вьючное животное представляет собой тип рабочего животного, используемого людьми в качестве средства транспортировки материалов закрепляя их таким образом, чтобы их вес приходился на спину животного, в отличие от тягловых животных, которые тянут грузы, но не несут их.
Традиционные вьючные животные разнообразны, включая таких как собаки, лошади, ослы и мулы, верблюды, козы, яки, северные олени, водяные буйволы и ламы.

## Вьючные и тягловые животные
Термин вьючное животное традиционно используется в отличие от тяглового животного, которое представляет собой рабочее животное, которое обычно тянет за собой груз (например, плуг, телегу, сани или тяжёлое бревно), а не несет груз прямо на спине. 
Например, ездовые собаки тянут грузы, но обычно не несут их, в то время как рабочих слонов веками использовали для вытаскивания бревен из лесов.

## Разнообразие
К традиционным вьючным животным относятся копытные, такие как верблюды, домашние яки, северные олени, козы, водяные буйволы и ламы, а также одомашненные представители семейства лошадей, включая лошадей, ослов и мулов.
Также, иногда и собак можно использовать для перевозки небольших грузов.

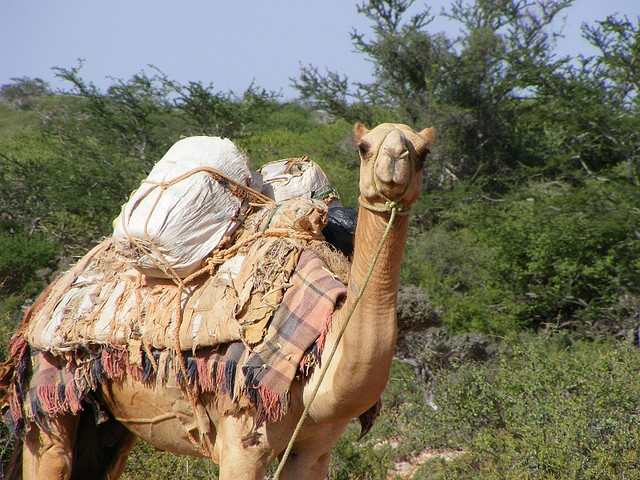
Вьючный верблюд кочевника в Эйле, Сомали
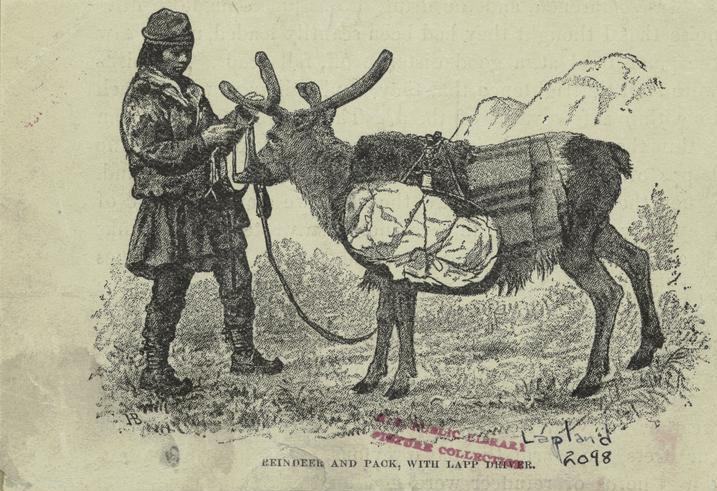
Вьючный олень с саамским погонщиком из Страны полуночного солнца, около 1881
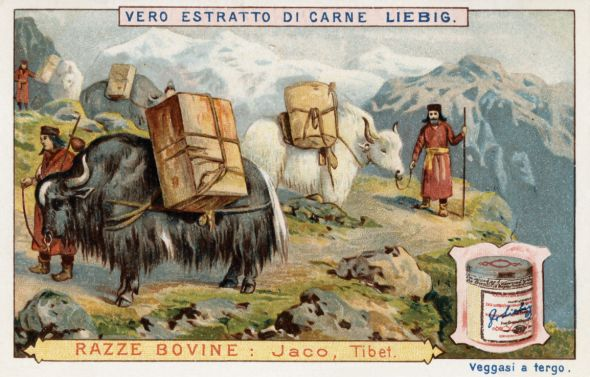
Реклама 1900 года с изображением вьючных яков в Тибете
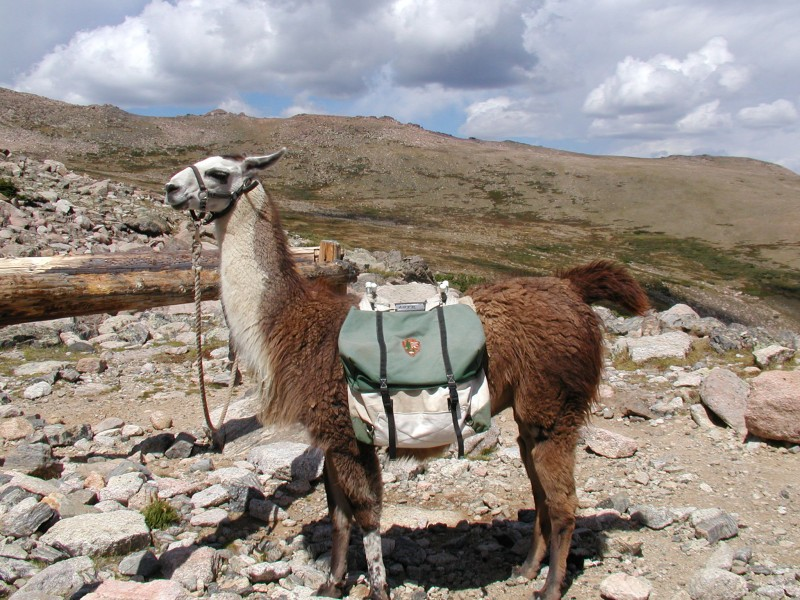
Вьючная лама, Национальный парк Роки-Маунтин, Колорадо
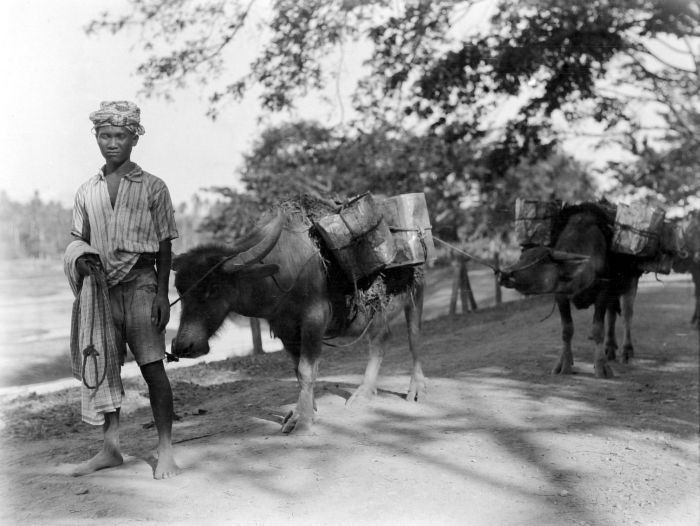
Вьючный буйвол, Сумбава, Индонезия, начало XX века
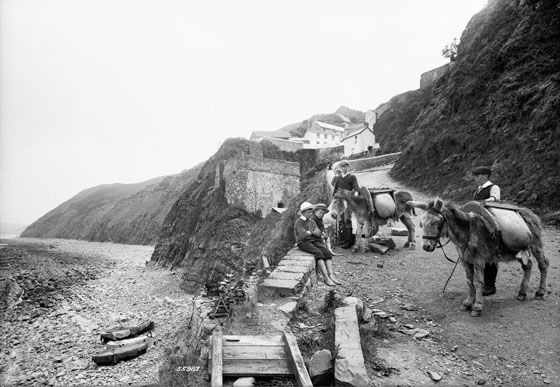
Вьючные ослы, Девон, Англия, около 1906 г.

## Использование

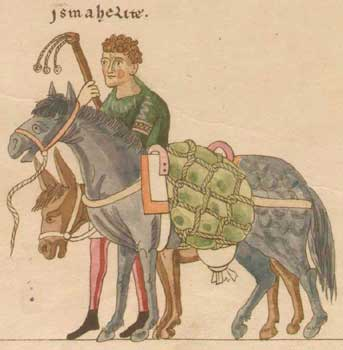
Средневековая вьючная лошадь и осел в Hortus Deliciarum, Европа, 12 век, когда упаковка была основным средством транспортировки товаров

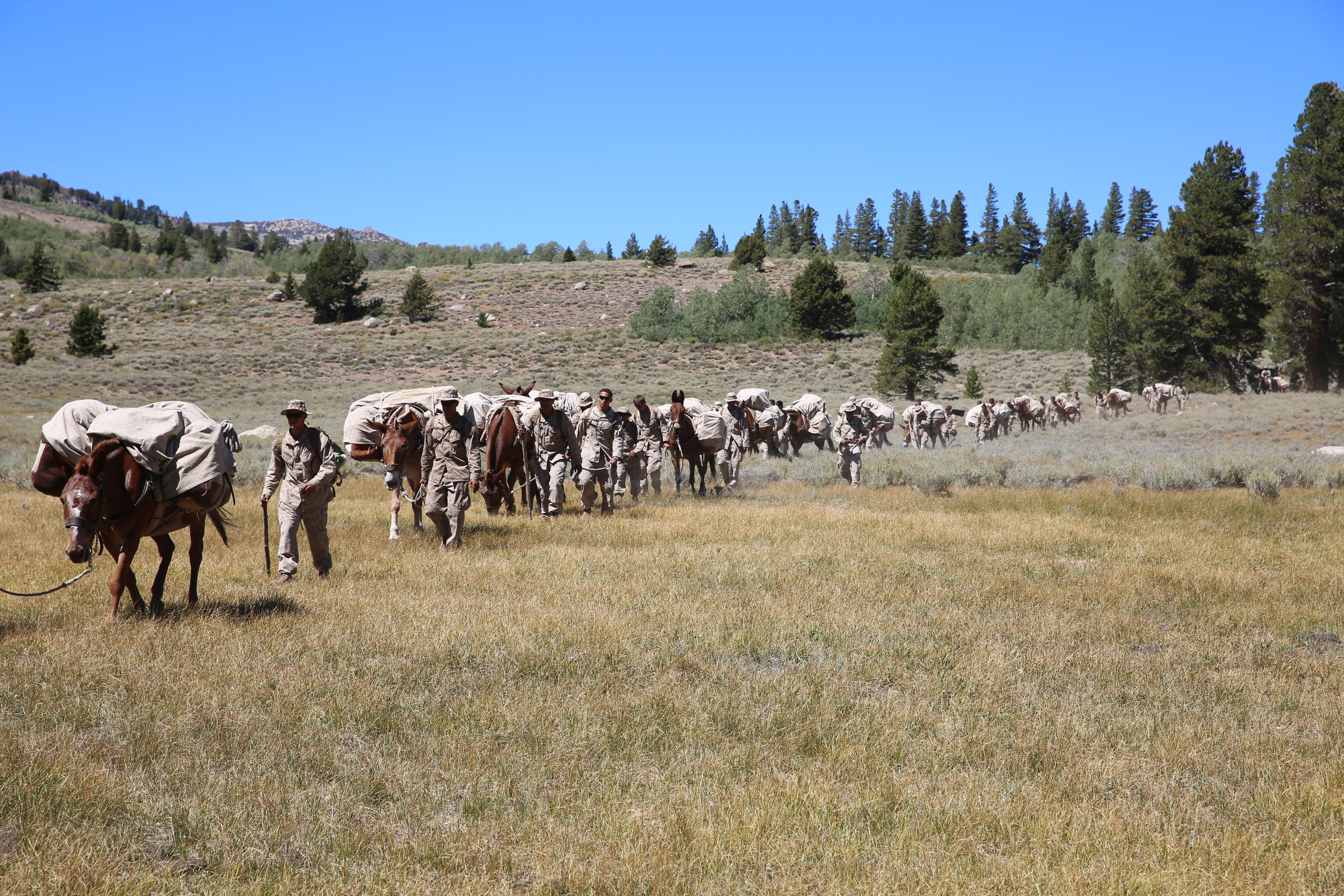
Морские пехотинцы США тренируются в пополнении запасов с вьючными мулами. Бриджпорт (Калифорния), 2014

Перевозка товаров в повозках с лошадьми и волами постепенно вытеснила использование вьючных лошадей, что было важно до средневековья, к XVI веку.
Вьючные животные могут быть оснащены вьючными седлами, а также могут нести седельные сумки.
В то время как традиционное использование вьючных животных кочевыми племенами сокращается, в индустрии туристических экспедиций в таких регионах, как Высокий Атлас в Марокко, растет новый рынок, что позволяет посетителям с комфортом путешествовать с животными. Использование вьючных животных «считается допустимым средством просмотра и знакомства» с некоторыми национальными парками США, при соблюдении правил закрытых территорий.
В XXI веке спецназ получил указания по использованию лошадей, мулов, лам, верблюдов, собак и слонов в качестве вьючных животных.

### Грузоподъёмность
Максимальная нагрузка на верблюда составляет примерно 300 кг.
Яки нагружают по-разному в зависимости от региона: в провинции Сычуань 75 кг переносятся на 30 км за 6 часов, в Цинхае, на высоте 4100 м, обычно перевозятся вьюки весом до 300 кг, в то время как самые тяжелые быки в течение короткого периода времени перевозят до 390 кг.
Ламы могут нести примерно четверть своего веса, поэтому взрослый самец весом 200 кг может нести около 50 кг.
Нагрузки на непарнокопытных оспариваются. Армия США устанавливает максимум 20 % веса тела для мулов, проходящих до 20 миль в день в горах, что дает нагрузку примерно до 91 кг; однако в тексте 1867 года упоминается груз до 360 кг. 

В Индии правила предотвращения жестокости 1965 года ограничивают нагрузку на мулов до 200 кг, а пони — до 70 кг.
Северные олени могут переносить в горах до 40 кг в течение длительного времени.

## Вьючные животные по регионам
- Арктика — северный олень и ездовые собаки
- Центральная Африка и Южная Африка — вол, мул, осёл
- Центральная Азия — двугорбый верблюд, як, лошадь, мул, осёл
- Евразия — осёл, вол, лошадь, мул
- Северная Америка — лошадь, мул, осёл, коза
- Северная Африка и Средний Восток — одногорбый верблюд, лошадь, осёл, мул, вол
- Океания — Осёл, лошадь, одногорбый верблюд, мул, вол
- Южная Америка — лама, осёл, мул
- Южная Азия и Юго-Восточная Азия — азиатский буйвол, як, азиатский слон